# Armand Parmentier
Armand Parmentier (ur. 15 lutego 1954 w Waregem) – belgijski lekkoatleta, długodystansowiec, medalista mistrzostw Europy.

## Kariera sportowa
Specjalizował się w biegu maratońskim. Zdobył srebrny medal w tej konkurencji na mistrzostwach Europy w 1982 w Atenach, przegrywając jedynie z Gerardem Nijboerem z Holandii, a wyprzedzając swego kolegę z reprezentacji Belgii Karela Lismonta. Zajął 6. miejsce w maratonie na mistrzostwach świata w 1983 w Helsinkach i 30. miejsce w tej konkurencji na igrzyskach olimpijskich w 1984 w Los Angeles.
Parmentier był mistrzem Belgii w maratonie w 1980.
9 kwietnia 1983 podczas maratonu w Rotterdamie ustanowił rekord Belgii czasem 2:09:57. Był to najlepszy wynik w jego karierze.